# Punto 40
«Punto 40» es una canción grabada por los cantantes puertorriqueños Rauw Alejandro y Baby Rasta. Fue escrito por Alejandro y DJ Playero , mientras que la producción estuvo a cargo de Alejandro, Kenobi, Mr. NaisGai y DJ Playero. La canción fue lanzada para descarga digital y transmisión como sencillo por Sony Music Latin y Duars Entertainment el 22 de septiembre de 2022.

## Fondo y composición
«Punto 40» es un remake de la clásica canción de reguetón del mismo nombre de Baby Rasta & Gringo. El corte representa el primer adelanto de Saturno el tercer álbum de estudio de Alejandro, lanzado en noviembre de 2022. La canción está inspirada en «el espíritu del tema de apertura» que «le da un sonido particular a rave». Formado sobre la base del reguetón clásico con este sonido, Alejandro se aleja de su reciente enfoque pop sintetizado y disco, para entregar un tema de rave de reguetón que carga con fuerza, asegurando así su lugar en los clubes e iluminando la pista de baile y dejando cenizas. a su paso.

## Posicionamiento en listas
| Listas (2022)                    | Mejor posición |
| -------------------------------- | -------------- |
| Argentina (Argentina Hot 100)    | 45             |
| Chile (Billboard)                | 16             |
| Ecuador (Billboard)              | 18             |
| España (Top 100 Canciones)       | 5              |
| Estados Unidos (Hot Latin Songs) | 11             |
| Global 200 (Billboard)           | 72             |
| México (Billboard)               | 22             |
| Perú (Billboard)                 | 17             |

| Lista (2022–2023) | Mejor posición |
| ----------------- | -------------- |
| Paraguay (SGP)    | 26             |

| Lista (2022)        | Posición |
| ------------------- | -------- |
| España (Promusicae) | 82       |

## Créditos y personal
Créditos adaptados de Tidal.
- Rauw Alejandro - intérprete asociado, compositor, letrista, productor
- Baby Rasta - artista asociado

Pedro G. Torruellas Brito " DJ Playero " - compositor, letrista, productor
- Jorge E. Pizarro "Kenobi" - productor, ingeniero de grabación
- Luis J. González "Mr. NaisGai" - productor
- Marik Cuert - director ejecutivo
- Eric Pérez "Eric Duars" - productor ejecutivo
- José M. Collazo "Colla" - ingeniero de masterización, ingeniero de mezcla

## Certificaciones
| País           | Organismo certificador | Certificación | Ventas certificadas | Ref.   |
| -------------- | ---------------------- | ------------- | ------------------- | ------ |
| España         | Promusicae             | 2× platino    | 120 000             | [ 13 ] |
| Estados Unidos | RIAA                   | Platino       | 120 000             | [ 14 ] |
| México         | AMPROFON               | Platino + Oro | 210 000             | [ 15 ] |
| Streaming      |                        |               |                     |        |
| Chile          | (Profovi)              | Oro           | 14 886 226          | [ 16 ] |